# Каленово
Кале́ново (рос. Каленово) — присілок у складі Яшкинського округу Кемеровської області, Росія.

## Населення
Населення — 44 особи (2010; 53 у 2002).
Національний склад (станом на 2002 рік):
- росіяни — 89 %